# His Little Spirit Girl
His Little Spirit Girl è un cortometraggio muto del 1917 diretto da Sidney Drew.

## Produzione
Il film fu prodotto dalla Vitagraph Company of America.

## Distribuzione
Distribuito dalla General Film Company, il film - un cortometraggio in una bobina - uscì nelle sale cinematografiche statunitensi il 26 gennaio 1917.